# ان‌جی‌سی ۱۴۱۰
ان‌جی‌سی ۱۴۱۰ (انگلیسی: NGC 1410) نام یک کهکشان در صورت فلکی گاو است.